# Долгое (озеро, исток Калангутадяму)
До́лгое — пресноводное озеро на севере Красноярского края России, располагается в юго-восточной части Таймырской низменности, к югу от озера Купчиктах, примерно в 181 километрах север-северо-западнее села Хатанга.
Зеркало озера расположено на высоте 48 метров над уровнем моря. Площадь озера — 18,5 км². Площадь водосбора составляет 247 км². Береговая линия умеренно изрезана на севере и слабо — на юге. Форма водоёма ориентирована с запада на восток. Длина около 9,3 км, максимальная ширина в восточной части — 2,9 км.
В озеро Долгое впадает несколько ручьёв и протока на севере, соединяющая его с озером Купчиктах. На северо-западе вытекает река Калангутадяму, левый приток реки Большая Балахня, относящаяся к бассейну моря Лаптевых. Имеется небольшой остров у восточного берега. Берега низкие, местами заболоченные, покрытые тундровой растительностью, западный берег более высокий, обрывистый.
Код водного объекта в государственном водном реестре — 17040400211117600000342.